# Sierra Leone vid världsmästerskapen i friidrott 2023
Sierra Leone tävlade vid världsmästerskapen i friidrott 2023 i Budapest i Ungern mellan den 19 och 27 augusti 2023.

## Resultat
Sierra Leones trupp bestod av en idrottare.

### Damer
Gång- och löpgrenar
| Idrottare       | Gren      | Försöksheat | Försöksheat | Semifinal | Semifinal | Final    | Final     |
| Idrottare       | Gren      | Resultat    | Placering   | Resultat  | Placering | Resultat | Placering |
| --------------- | --------- | ----------- | ----------- | --------- | --------- | -------- | --------- |
| Georgiana Sesay | 200 meter | 0DNS0       | 0DNS0       | 0DNS0     | 0DNS0     | 0DNS0    | 0DNS0     |